# Casanova, identitate feminină
Casanova, identitate feminină este un film românesc din 2009 regizat de Marius Theodor Barna. Rolurile principale au fost interpretate de actorii Maria Dinulescu, Mimi Brănescu, Costel Cașcaval.

## Prezentare
O tânără, Ioana, apare într-un spot publicitar pentru adolescenți și își scandalizează familia datorită conținutului erotic al spotului. Ea pleacă de acasă și încearcă să ia viața pe cont propiu. Ioana realizează că a devenit o mică vedetă, statut care îi aduce și avantaje, dar o pune și în situații neconvenabile; traversează diferite medii, își schimbă prietenii. Ea încercă să își găsească propria identitate într-o societate contemporană extrem de agitată.
Datorită unui anume statut al personalității sale, care simbolizează o emancipare feminină, este inclusă într-o campanie electorală, unde are diferite inovații, dar în final deși ideile ei oferă succes, un sentiment de frustrare o încearcă, fapt ce o determină să revină acasă. Viața poate fi oricând luată de la început. Orice experiență te face mai puternic.

## Distribuție
Distribuția filmului este alcătuită din:
- Ana Pasti — Secretara
- Mimi Brănescu — Șeful agenției
- Costel Cașcaval
- Maria Dinulescu
- Mirela Oprișor
- Petre Nicolae
- Magda Catone
- Theodor Danetti
- Avram Iclozan
- George Alexandru
- Mihaela Petrișor

## Primire
Filmul a fost vizionat de 1.028 de spectatori în cinematografele din România, după cum atestă o situație a numărului de spectatori înregistrat de filmele românești de la data premierei și până la data de 31 decembrie 2014 alcătuită de Centrul Național al Cinematografiei.